# Blechnum dissectum
Blechnum dissectum är en kambräkenväxtart som först beskrevs av Barbara S. Parris, och fick sitt nu gällande namn av Maarten J.M. Christenhusz. Blechnum dissectum ingår i släktet Blechnum och familjen Blechnaceae. Inga underarter finns listade.